# Фальсификация (телесериал)
«Фальсифика́ция» (англ. Faking It) — американский романтический комедийный телесериал, стартовавший на канале MTV 22 апреля 2014 года. Сценарий к сериалу был написан Даной Мин Гудман и Джулией Уолов. Картер Кавингтон является исполнительным продюсером сериала. Первый сезон «Фальсификации», состоящий из 8 серий, был заказан телеканалом MTV в октябре 2013 года. Через год, 23 сентября 2014 года, каналом было объявлено о начале показа второго сезона сериала, состоящего из 10 серий. В августе 2014 года сериал удостоился награды Teen Choice Awards в номинации «Сериал-прорыв сезона». А в октябре 2014 года канал MTV заявил о том, что ко второму сезону добавят ещё 10 серий. Таким образом, общее количество серий второго сезона — 20. 15 марта 2016 года телесериал был продлён на третий сезон.
В мае 2016 года канал закрыл сериал после трёх сезонов.

## Сюжет
Для старшеклассников средней школы Хестер, которая находится на окраине города Остин штата Техас, быть особенным — значит быть популярным среди одноклассников. После множества провалившихся попыток стать популярными среди своих, Карма Ашкрофт (Кэйти Стивенс) и её лучшая подруга Эми Родэнфельд (Рита Волк) оказываются на вечеринке по приглашению одноклассника-гея, Шэйна Харви (Майкл Уиллетт), который ошибочно предполагает, что Карма и Эми — любовная пара.
На вечеринке Шэйн публично объявляет о том, что Карма и Эми — первая в истории школы однополая пара. Против своей воли девушек номинируют на королев бала по случаю встречи выпускников. После случившегося популярность девушек взлетает до небес. С этого момента им обеим придется играть роль «любовной гей-парочки». В будущем Карма знакомится с самым завидным и симпатичным парнем в школе — Лиамом Букером. В то же время, Эми начинает осознавать, что питает настоящие чувства к своей лучшей подруге.

## Актёрский состав

### Главные герои
- Рита Волк — Эми Роденфелд, второкурсница средней школы Хестер. Лучшая подруга Кармы, которая довольно-таки цинична, предлагает ей план — притворяться лесбиянками ради популярности. Тем не менее, Эми со временем начинает осознавать, что действительно влюблена в свою лучшую подругу[9].
- Кэти Стивенс — Карма Эшкрофт, оптимистичная второкурсница средней школы, которая пойдет на все, чтобы добиться популярности. Тайно встречается с Лиамом Букером, хотя и находится в (фальшивых) лесбийских отношениях со своей лучшей подругой Эми[9].
- Грегг Салкин — Лиам Букер, лучший друг Шейна, таинственный и сексуальный художник, который тайно увлечен Кармой[9].
- Бейли Де Янг — Лорен Купер, сводная сестра Эми и новенькая в школе, которая в ярости от неординарной школьной системы. Сначала не в восторге от своей новой мачехи, но в будущем они сближаются[9].
- Майкл Уиллетт — Шейн Харви, самый популярный парень в школе, который не скрывает, что он гей. Он воспринимает Карму и Эми как лесбиянок. Позднее Шейн становится задушевным другом Эми и наблюдает за её растущими чувствами к Карме[9].

### Второстепенные персонажи

#### Первый сезон
- Ребекка Макфарланд[англ.] — Фарра, мама Эми, местный телевизионной репортер, которая придерживается консервативных взглядов и оказывается в шоке, узнав о сексуальной ориентации Эми.
- Сента Моусес — Пенелопа Бивиер, сначала директор школы Хестер. Позже была понижена до заместителя.
- Эрик Лопез — Томми Ортега, бывший парень Лорен.
- Кортни Като — Лейла, подруга Лорен. Как и Элизабет, очень наивна. Знает тайны Лорен.
- Бризи Эслин — Элизабет, подруга Лорен. Полная девушка, носящая очки, как и Лейла наивная, знает тайны Лорен.
- Энтони Паласиос — Пабло, партнёр Лорен по танцам и бывший парень Шейна.
- Эми Фаррингтон — Молли, мама Кармы.
- Ланс Барбер — Лукас, отец Кармы.
- Дэн Готье — Брюс Купер, отец Лорен, который первоначально пытался скрыть тот факт, что Лорен интерсексуальна.
- Кортни Хенгелер — Робин Букер, сестра Лиама (которая оказалась его биологической матерью).
- Аугуст Роадс — Оливер Уолш, друг Эми, который проявляет к ней интерес.

#### Второй сезон
- Ивет Монреаль — Рейган, диджей и официантка. Бывшая девушка Эми.
- Кит Пауэрс — Энтони (Тео), друг Лиама и бывший любовный интерес Лорен. Позже выяснилось, что он работает в полиции.
- Брюс Томас — Макс Букер, приёмный отец Лиама, который на самом деле является его дедом.
- Скайлер Максон — Дьюк Льюис-младший, боец MMA и бывший парень Шейна.
- Хлоя Бриджес — Зита Круз, новая подруга Лиама.
- Бернард Карри — Джордж Тёрнер, новый директор школы Хестер.
- Паркер Мак — Феликс Тёрнер, новый ученик школы Хестер и сын Джорджа.
- Эд Куинн — Хэнк Роденфелд, отец Эми.
- Камерон Мулен — Уэйд, первый бисексуальный ученик школы Хестер.
- Линдси Шоу — Саша Харви, сестра Шейна и любовный интерес Лиама.

#### Третий сезон
- Джордан Родригез — Дилан, новый парень Кармы, с которым она познакомилась летом.
- Эллиот Флетчер — Ноа, первый трансгендерный человек в школе Хестер и любовный интерес Шейна.
- Софи Тэйлор Али — Сабрина, подруга детства и любовный интерес Эми.
- Маккейли Миллер — Рэйчел, коллега и любовный интерес Лиама.

## Эпизоды

### Сезон 1 (2014)
| № общий | № в сезоне | Название                                             | Режиссёр      | Автор сценария   | Дата премьеры  | Зрители в США (млн) |
| --- | ---------- | ---------------------------------------------------- | ------------- | ---------------- | -------------- | ------------------- |
| 1 | 1          | «Пилот» «Pilot»                                      | Джейми Трэвис | Картер Ковингтон | 22 апреля 2014 | 1,17                |
| Лучшие подруги Эми и Карма, решили стать популярными в школе. На вечеринку их приглашает Шейн, популярный парень-гей в школе. После того, как они побывали на вечеринке, Шейн думает что они лесбиянки, и объявляет это на всю школу. Теперь, Карма и Эми вынуждены притворяться, чтобы оставаться популярными, к тому же, их номинировали на звание "Королев Бала".                                        |            |                                                      |               |                  |                |                     |
| 2 | 2          | «Выпускной» «Homecoming Out»                         | Джейми Трэвис | Картер Ковингтон | 29 апреля 2014 | 0,86                |
| Лорен, сводная сестра Эми, угрожает рассказать об ориентации Эми её консервативной матери, пока Хестер готовится к первому в его истории бала однополых Королевы и Королевы. Мама Эми узнает, что её дочь якобы лесбиянка. |            |                                                      |               |                  |                |                     |
| 3 | 3          | «Будем компенсировать это» «We Shall Overcompensate» | Джейми Трэвис | Дрю Хэнкок       | 6 мая 2014     | 0,93                |
| Карма и Лиам тайно встречаются, пока вся школа думает, что Карма и Эми - лесбиянки. Карма подсказывает подруге, что ей тоже стоит найти "тайного" парня. Эми знакомится с Оливером, который, как оказывается, был влюблен в неё ранее. В конце серии, они целуются, и Эми понимает, что питает к Карме не только сестринскую любовь...                                                                      |            |                                                      |               |                  |                |                     |
| 4 | 4          | «Знай селфи» «Know Thy Selfie»                       | Клэр Скэнлон  | Меган Херн       | 13 мая 2014    | 0,86                |
| Шейн узнает тайну Кармы и Эми, то, что они притворяются лесбиянками. Эми также рассказывает, что она опасается, что она лесбиянка. Шейн решает ей помочь, и Эми идет искать девушку, чтобы убедиться в своих чувствах. |            |                                                      |               |                  |                |                     |
| 5 | 5          | «Помни Крокенбуш» «Remember the Croquembouche»       | Клэр Скэнлон  | Кэрри Роузен     | 20 мая 2014    | 0,89                |
| Девичник Эми и Кармы прерван свадебной подготовкой Фарры. Эми и Лорен ссорятся, из-за того, что Эми ревнует свою маму к Лорен, и что Лорен раньше ненавидела Фарру, но теперь она любит её. В конце серии, Карма предлагает Лиаму секс втроем. |            |                                                      |               |                  |                |                     |
| 6 | 6          | «Танго втроем» «Three to Tango»                      | Клэр Скэнлон  | Джордж Норфи     | 27 мая 2014    | 0,95                |
| Эми соглашается на секс втроем с Кармой и Лиамом, но у них ничего не получается, после того, как Лиам поцеловал сначала Эми, а не Карму. В порыве ревности, Карма убегает, не решившись на секс. В то же время, Лорен готовится к танцевальному конкурсу в паре с Пабло, горячим танцором. Но тот ломает ногу, и Шейн вызывается подменить Пабло, т.к. влюбился в него.                                     |            |                                                      |               |                  |                |                     |
| 7 | 7          | «Врать так трудно» «Faking Up Is Hard to Do»         | Джейми Трэвис | Венди Голдмэн    | 3 июня 2014    | 0,98                |
| Карма убеждает Эми, что они должны расстаться и Лиам берет вину на себя. Между тем, Шейн пытается выкопать информацию о Лорен, чтобы вывести её из себя. |            |                                                      |               |                  |                |                     |
| 8 | 8          | «Сгоревший тост» «Burnt Toast»                       | Джейми Трэвис | Картер Ковингтон | 10 июня 2014   | 0,96                |
| Карма переспала с Лиамом, и скрывает это от Эми. В то время, как пришло время свадьбы мамы Эми и папы Лорен. На свадьбе, Эми произносит трогательный тост, и дает понять Карме, что любит её. Вскоре, она признается об этом Карме. Шейн рассказывает о том что девушки притворялись Лиаму, после чего, он напивается. Эми также напивается, и они проводят ночь вместе. Шейн и Пабло начинают встречаться. |            |                                                      |               |                  |                |                     |